# Tvrdalj
Tvrdalj (chorvatsky Gradina Tvrdalj) je opevněná vila ve městě Stari Grad, na ostrově Hvar v Chorvatsku.
Tvrdalj bylo letní sídlo Petara Hektoroviće, chorvatského renesančního šlechtice a básníka (1487-1572). V průběhu 16. století se ostrov Hvar stal cílem útoků Osmanského námořnictva. Hektorović proto svůj dům zbudoval tak, aby mohl poskytovat ochranu před těmito útoky pro něho i pro obyvatele města.
Tvrdalj je dobře zachovaná renesanční budova, s dlouhým uzavřeným průčelím na severní straně směřující k moři. Toto průčelí jej mělo chránit před případným útokem. Středem areálu je vnitřní nádvoří s nádrží pro ryby, ve které se mísí sladká a mořská voda. Okolo této nádrže je arkádová terasa. Na její severní straně je věž s holubníkem. Obytná část a pokoje pro služebnictvo jsou rozmístěny okolo tohoto nádvoří. Objekt má i několik studní. Jižně od hlavní budovy je zahradna obklopená zdí. Zde Hektorović pěstoval koření a léčivé rostliny.

## Historie
V roce 1448 obdržel Hektor Hektorović povolení hvarského guvernéra (hvarski knez) stavět na pozemcích na západním okraji města Stari Grad, přímo na břehu zálivu. Toto místo bylo již tehdy nazýváno Tvrdalj, což je překládáno jako pevnost nebo hrad. Z toho se usuzuje, že nějaká opevněná stavba zde musela stát již dříve. Toto místo bylo obydleno již od starověku, což potvrdil nález římské mozaiky pod schody kostela sv. Rocha v těsném sousedství na východ od vily v roce 1898.
Konec 15. století a období 16. století bylo dobou stavebního rozmachu ve městě Stari Grad. V roce 1482 byl postaven dominikánský klášter. Mnoho šlechtických rodin na ostrově vidělo ve "Starém Hvaru", jak to byl přístav tehdy nazýván, klidné útočiště. Význačné osobností zde měly své letní paláce, takže v roce 1553 benátský korespondent Giustinian popisoval Stari Grad jako město, kde se nachází "...krásné domy a přístav vhodný pro největší lodě. Žije zde mnoho vznešených lidí."
Po smrti svého otce, Marina Hektoroviće, Petar Hektorović převzal stavbu a Tvrdalj se stala jeho letním palácem, jehož koncepci sám navrhl. Hektorović vlastnil na ostrově i ve městě Stari Grad více budov. Ve své poslední vůli ale zmiňuje jmenovitě pouze Tvrdalj a udílí zde podrobné pokyny, jak mají práce na nedokončené stavbě pokračovat.
Petar Hektorović umístil svůj dům, přímo na nábřeží, které v 16. století sahalo do vnitrozemí dále, než dnes. Náměstí, které nyní leží před vilou Tvrdalj, vzniklo až v 19. století. V Hektorovićově době sahal záliv až ke vchodu do vily, takže umožňoval příjezd lodí.
Během dvacátých a třicátých let 16. století se stavební práce soustředily na obydlí pro poutníky a chudé na východní straně areálu. Během tureckého útoku na Stari Grad v roce 1539 bylo město vypáleno a vypleněno. Hektorović sám uprchl do Itálie. Po návratu v roce 1541 pokračoval v práci na opravě a budování sídla.
V roce 1571 byl Stari Grad znovu napaden tureckým vojskem a Tvrdalj byl zapálen. O rok později Petar Hektorović zemřel a poškozenou stavbu zdědili jeho příbuzní. Hektorovićova závěť obsahovala podrobné pokyny, jak pokračovat v opravě a stavbě sídla.
V roce 1834 přešel ostrov pod správu Rakouského císařství. Tvrdalj pak prošla zásadními změnami: byla zbourána jižní zeď, chodba kolem bazénu byla zaklenuta, na severní straně bylo po obou stranách věže přistavěno druhé patro, které téměř převyšuje původní věž. Záliv před vilou byl zasypán v rámci rekonstrukce přístavu.
Ve 20. století doznala stavba další významné změny. V roce 1901 byla zbourána zeď na východní straně areálu a bylo přistavěno patro nad východní stranou arkád.

## Popis
Hektorovićův návrh pro Tvrdalj byl jednoduchý: stavba je uspořádána kolem centrálního nádvoří, kde je vodní nádrž pro chov ryb. Okolo ní je obdélníková arkádová terasa. Sem ústí obytné prostory i hospodářské místnosti a místnosti pro služebnictvo. Nad rybníkem je věž s holubníkem. Na jih od budovy je veliká zahrada obehnaná zdí.
Hlavní vstup byl portálem od moře, nad kterým se nachází nápis "OMNIUM CONDITORI" ([Věnováno] Stvořiteli všeho), který viděli připlouvající návštěvníci. Vytesané nápisy se nacházejí i na dalších vnějších i vnitřních stěnách stavby.
Na východní straně je obydlí pro poutníky a žebráky, které má vlastní vchod. Pod terasou lodžie, v malé cele žila bekyňská ošetřovatelka. Kolem bytového komplexu stála vysoká zeď s obrannou funkcí, jako je například ravelin. Vila měla rovněž střešní lodžii s cimbuřím.
Ve vodní nádrži se systémem, který zajišťuje přísun čerstvé mořské vody, jsou chovány ryby Cípalové zlatí (Liza aurata). Nad severní stranou nádrže je malá věž s holubníkem, jižně pak zahrada s květinami a stromy ke se rovněž chovala domácí zvířata. Hektorović sám řekl, že jeho metafyzická stavba začíná rybami v nádrži, které jsou symbolem Krista, a končí holubicí, která symbolizuje Ducha svatého.

### Nápisy
Průčelí Tvrdalje jsou bez ozdob nebo soch, kterými se vyznačovaly stavby tehdejších šlechtických domů a paláců. Vzhled stavby je předznamenán její obrannou funkcí. Na většině vnějších i vnitřních stěn se ale nacházejí vytesané nápisy v latině, italštině a chorvatštině. Ty pocházejí z původní budovy Petara Hektoroviće. Chorvatský nápis je považován za jeden z nejstarších dochovaných.
| Umístění | Obrázek | Nápis | Překlad |
| --- | ------- | --- | --- |
| Na přední (severní) stěně budovy                                                                               |         | OMNIUM CONDITORI | [Věnováno] Stvořiteli všeho |
| Na severní stěně u severovýchodního rohu                                                                       |         | A QUO PRINCIPIVM CHRISTVS BENE CEPTA SECUNDET SCANDAT ET HIC SVRGENS IN SVA VOTA LABOR                                                                         | Ten, od něhož je počátek, Kristus, ať provází přízní to, co dobře započalo; / [vždyť] i toto dílo se zvedá a vztyčuje na jeho přání.                                                        |
| Na rohu východní vnější stěny                                                                                  |         | RES EX NOMINE | Věc se pozná podle svého jména [res ex nomine intelligitur] |
| Na východní vnější stěně nad vchodem do části pro poutníky a žebráky                                           |         | MISLI KI ČTIŠ OVOJ // DVI STVARI KORISNE DA TE U VIČNJI ZNOJ // ZGRIŠANJE NE TISNE A TO DA Ć UMRITI // TER PUSTI ZLE ČUDI I NAPOKON PRITI // K BOGU DA TE SUDI | ZAMYSLI SE TY, KDOŽ ČTEŠ // NAD VĚCMI DVĚMA ŽE SE VE VĚČNÉM POTU // HŘÍCHEM TRÁPIT NETŘEBA NEBOŤ KDYŽ NAKONEC ZEMŘEŠ // ZLÉ POCITY TĚ OPUSTÍ A NAKONEC PŘIJDEŠ // K BOHU, KTERÝ TĚ ROZSOUDÍ |
| Na západní straně vnější stěny                                                                                 |         | HEU FUGIUNT FLUXU NON REDEUNTE DIES | Oh, jak nenávratně ubíhají dny! |
| Nad vchodem k vodní nádrži                                                                                     |         | PETRUS HECTOREUS MARINI FILIUS PROPRIO SUMPTU ET INDUSTRIA AD SUUM ET AMICORUM USUM CONSTRUXIT                                                                 | Petar Hektorović, syn Marinův, vlastním nákladem a pílí vybudoval pro sebe a své přátele.                                                                                                   |
| Na desce ve zdi, pod arkádami (jedná se o původně kamennou desku stolu, která byla zasazena do stěny později). |         | FEDE E REALTA O QUANTO E BELLA | Oh, jak je krásná víra a pravda! |
| Na jižní straně nádrže                                                                                         |         | RESPICE QUOD SALVANT NEC OPES NEC GLORIA MUNDI NON DECOR AUT AETAS MORS QUIA CUNCTA RAPIT                                                                      | Měj na zřeteli, že [tě] nezachrání ani bohatství, ani světská sláva, ani krása, ani čas, protože smrt si vše odnese                                                                         |
| Na východní straně nádrže                                                                                      |         | NIHIL OCCULTUM | Nic [nezůstane] skryto (srovnej: Lk 12, 2 (Kral, ČEP) (Nad nápisem je otisk talíře a džbánu, které byly kdysi zasazeny do zdi.)                                                             |
| Na západní straně nádrže                                                                                       |         | CONNVENTIBUS VIRTUTE ET GENIO F. | Vybudováno spoluprací Ušlechtilosti a Dovednosti. (Nad nápisem se nacházejí symboly: dvě kružidla, kolo, a tváře muže a ženy, vyzařující světlo.)                                           |
| Na severní straně nádrže                                                                                       |         | MEMORARE NOVISSIMA | Pamatuj na poslední věci (Sir 7,36) |
| Na zdi v blízkosti etnografické sbírky                                                                         |         | SI VIS AD VITAM INGREDI SERVA MANDATA | Chceš-li vejít do života, zachovávej přikázání! (Mt 19, 17 (Kral, ČEP) |
| Nad vstupem do zahrady                                                                                         |         | CONCORDIA FRATRVM | Svornost (nebo: [vybudováno] svorností) bratří |
| Nad dveřmi na záchod                                                                                           |         | SI TE NOSTI CUR SUPERBIS | Pokud znáš sám sebe, proč jsi pyšný? |

## Galerie

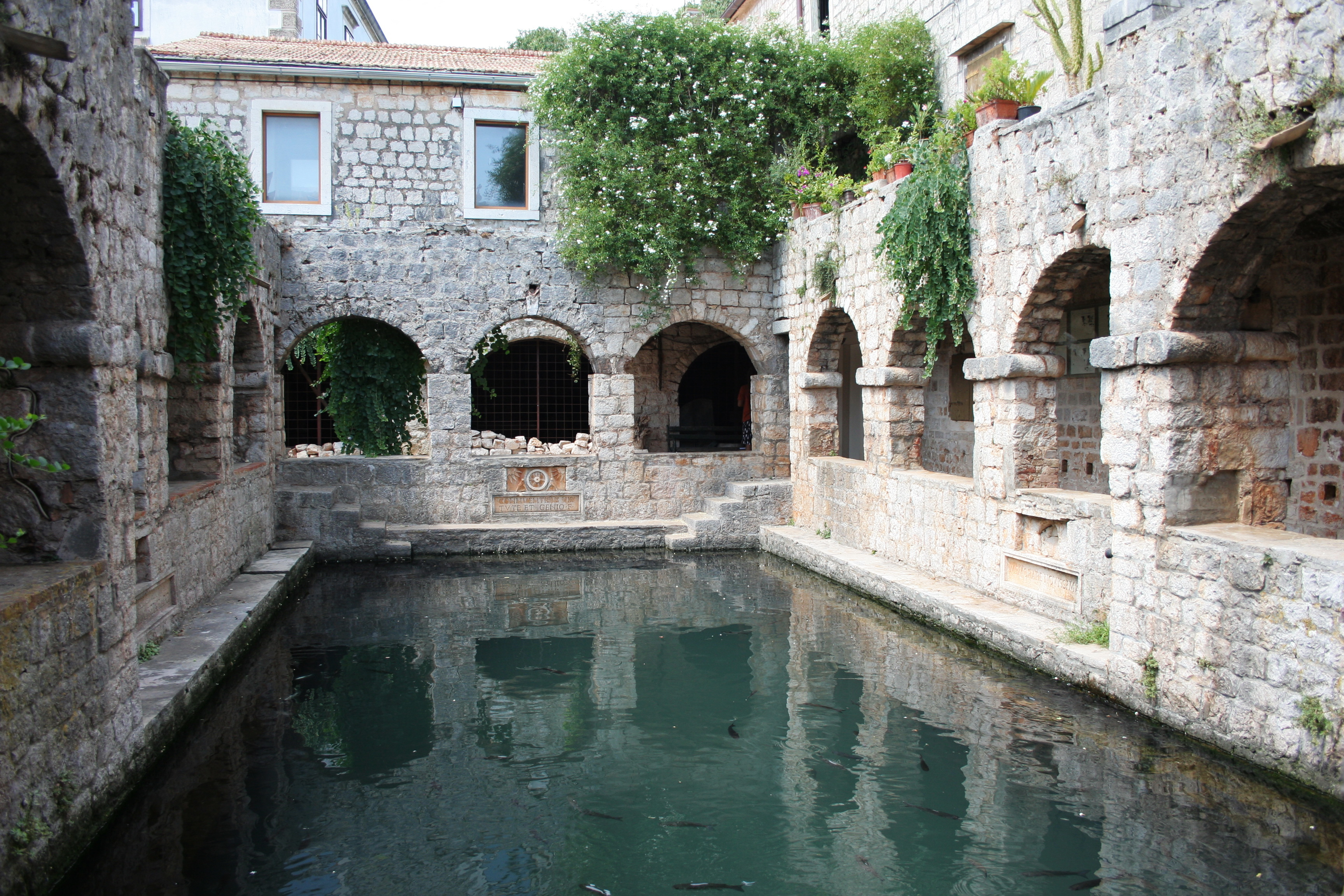
Nádrž pro ryby ve vile Tvrdalj.
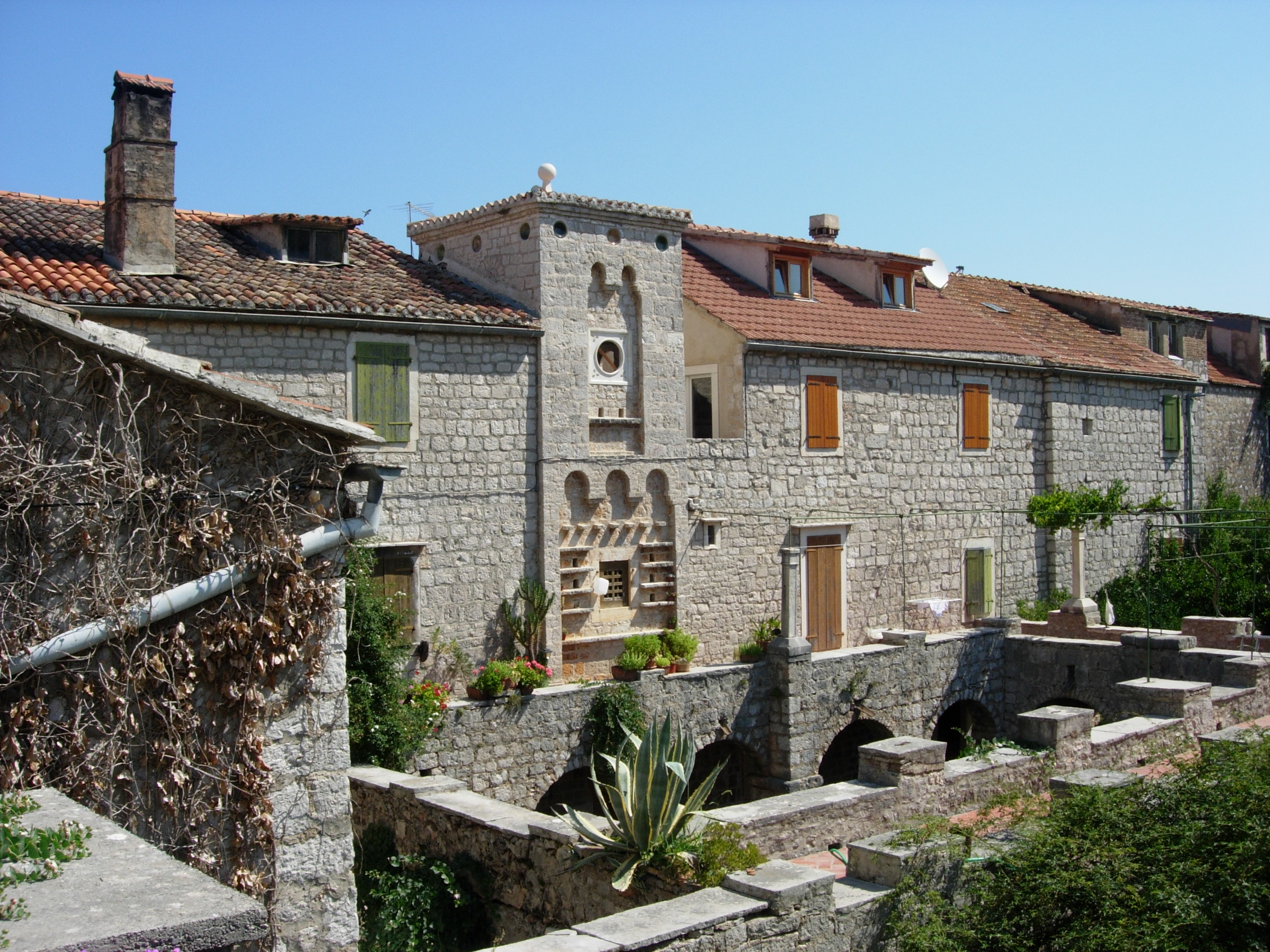
Terasa okolo nádrže a věž z holubníkem.
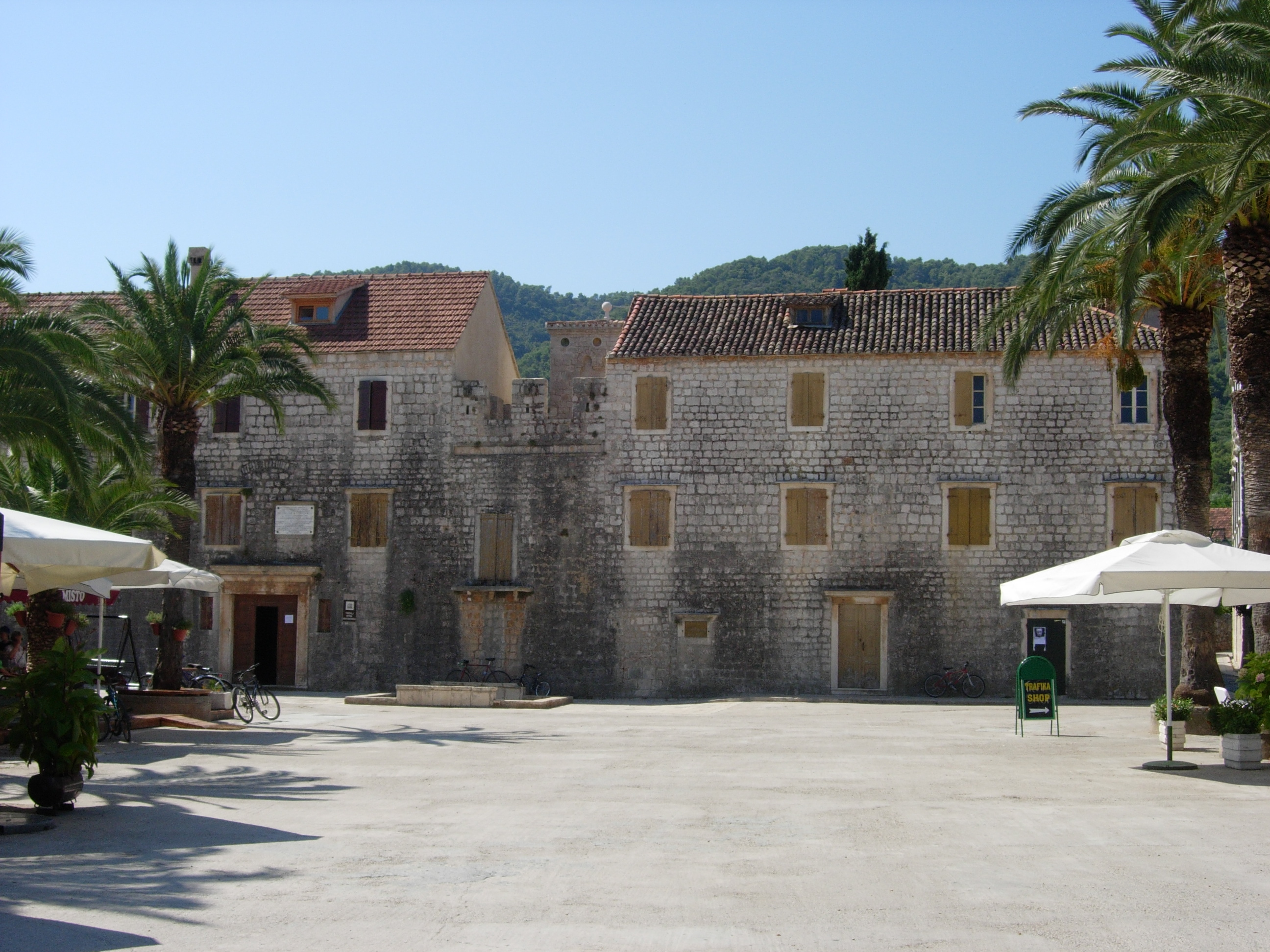
Severní průčelí do náměstí.
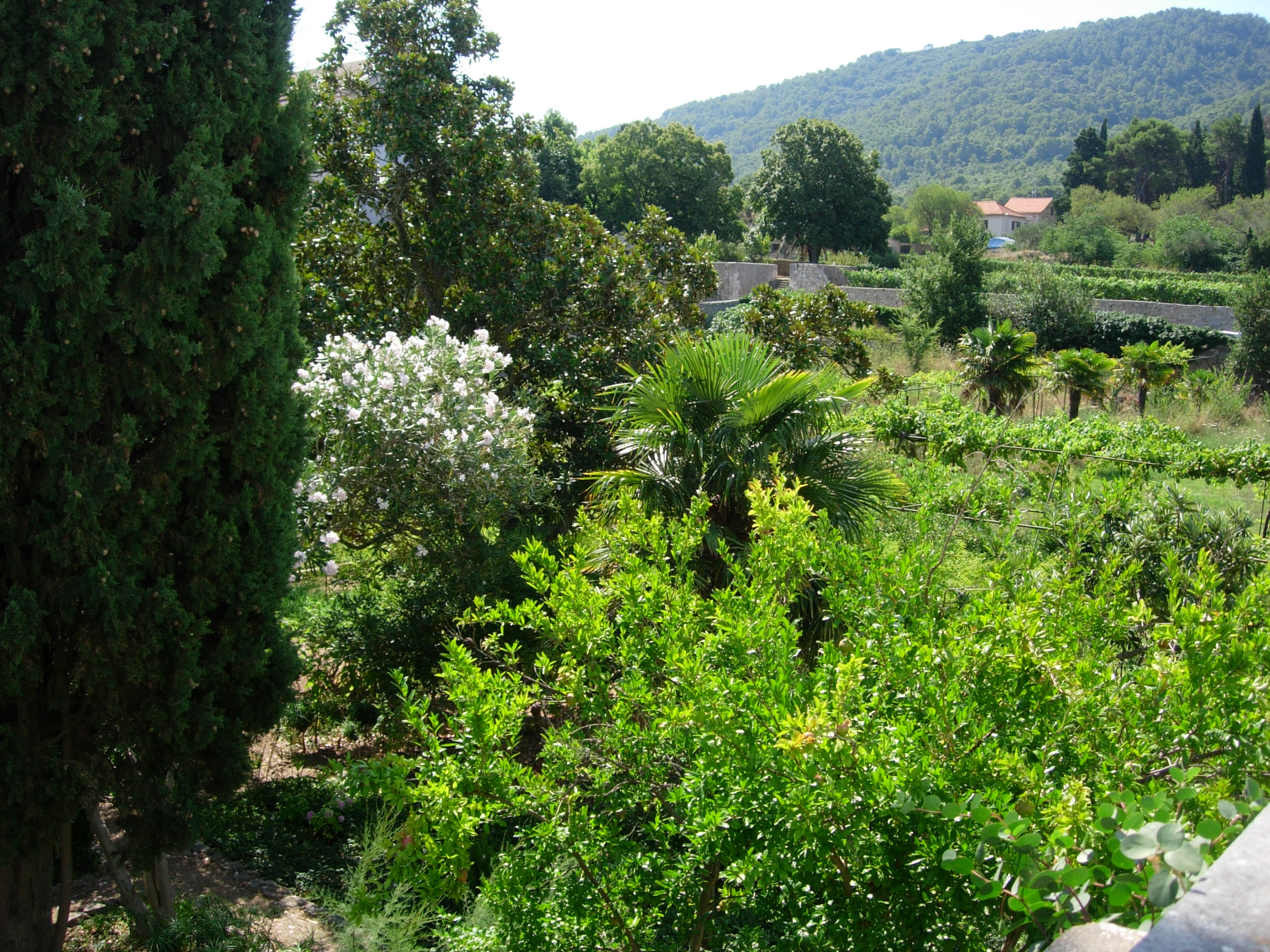
Zahrada.
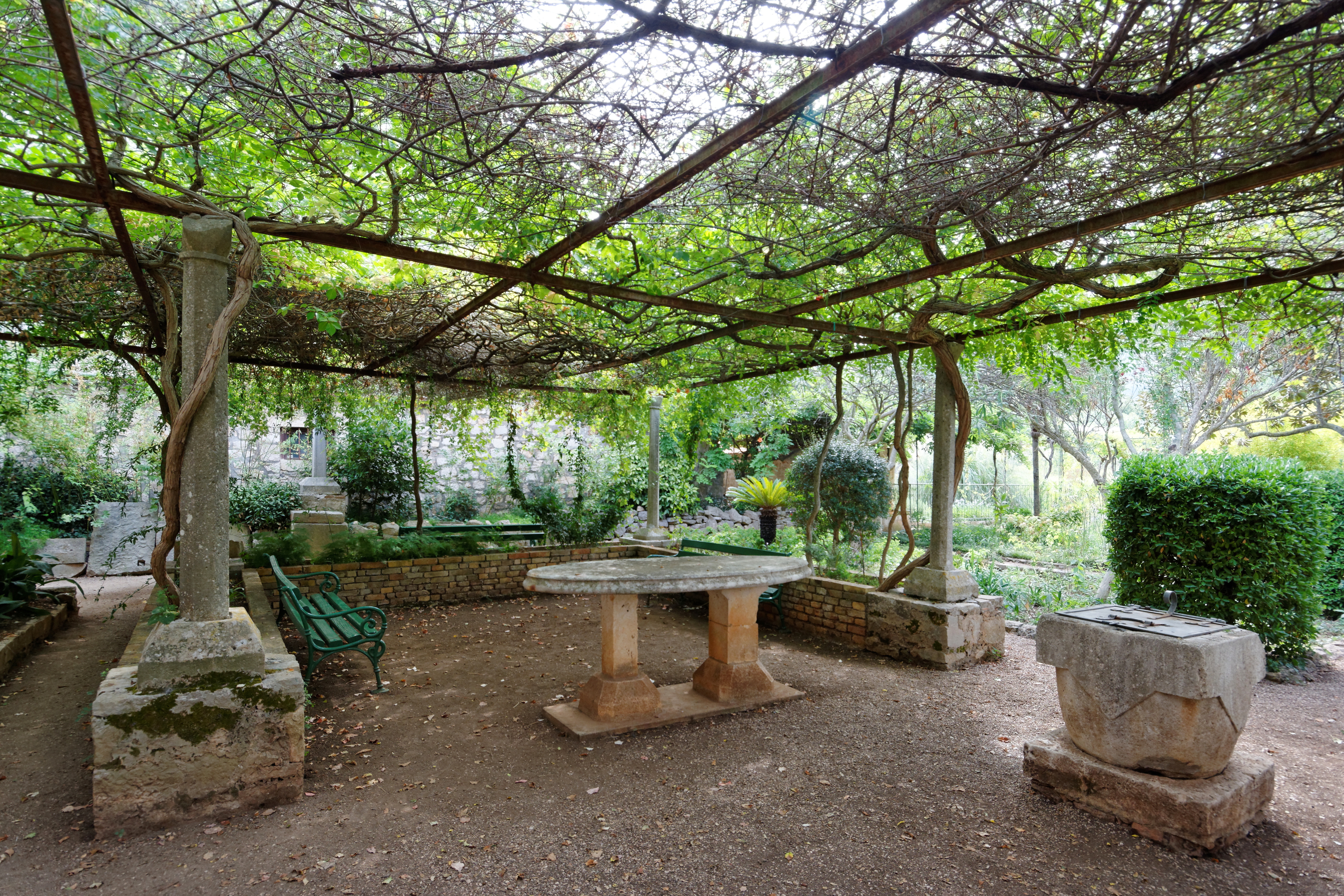
Zákoutí zahrady.